# Parafia św. Stanisława Biskupa i Męczennika w Chicopee
Parafia św. Stanisława Biskupa i Męczennika (ang. St. Stanislaus Bishop & Martyr's Parish) – parafia rzymskokatolicka położona w Chicopee, Massachusetts, Stany Zjednoczone.
Jest ona jedną z wielu etnicznych, polonijnych parafii rzymskokatolickich w Nowej Anglii. 
Nazwa parafii jest związana z patronem, św. Stanisławem.
Ustanowiona w 1891 roku.

## Historia
W roku 1890 biskup ordynariusz Patrick O'Reilly, powierzył zorganizowanie polonijnej parafii ks. Franciszkowi Chałupce.

W 1902 parafię przejęli franciszkanie.

7 lipca 1991 roku, z okazji stulecia parafii, papież Jan Paweł II podniósł status kościoła do miana Bazyliki mniejszej.

## Bazylika
Pierwszy, drewniany kościół św. Stanisława Biskupa i Męczennika znajdował się w miejscu, gdzie obecnie stoi szkoła Św. Stanisława. Pierwsza msza św. - pasterka, została odprawiona przez ks. Franciszka Chałupkę w 1891 roku w niewykończonym kościele. Ten kościół był nie tylko pierwszym kościołem w parafii Św. Stanisława, ale również pierwszym, polonijnym kościołem w zachodniej części Massachusetts.

### Kościół górny
Drugi kościół św. Stanisława Biskupa i Męczennika, który znajdował się przy ulicy Front St. w Chicopee, został zbudowany w 1908 roku, aby pomieścić wzrastającą ilość parafian.

Imponujących rozmiarów, w neobarokowym stylu kościół, z brązowego kamienia, przypominający katedrę, jest uważany za jeden z najbardziej okazałych kościołów w okolicy. Przestrzenne wnętrze może pomieścić około 800 osób w nawie głównej i dwóch bocznych. W roku 1920 na chórze zostały zainstalowane organy.
Bazylikę przyozdabiają śliczne tematyczne witraże. Na ścianach, pomiędzy witrażami na pierwszym poziomie, znajdują się stacje drogi krzyżowej. Artystycznie rzeźbione i malowane figury są umieszczone w niedużych niszach.

### Kościół dolny
Styl kościoła dolnego jest bardziej współczesny. Kościół dolny jest używany podczas tygodniowych mszy św., spowiedzi, wystawienia i adoracji Najświętszego Sakramentu oraz innych nabożeństw. Duża kolekcja relikwiarzy znajduje się w specjalnie wybudowanych szafach obok zakrystii.

## Szkoła
Szkoła św. Stanisława, Chicopee (Grade PK -8)